# Kaho Naa ... Pyaar Hai – Liebe aus heiterem Himmel
Kaho Naa … Pyaar Hai – Liebe aus heiterem Himmel (übersetzt: Sag, dass du mich liebst) ist ein Hindi-Film von Rakesh Roshan aus dem Jahr 2000. Er erhielt zahlreiche Filmpreise.

## Handlung
Rohits Eltern sind tot und er lebt mit seinem kleinen Bruder Amit bei seinem Onkel und seiner Tante. Von Beruf ist Rohit Autoverkäufer und trifft eines Tages auf den Millionär Saxena, der einen teuren Wagen für seine Tochter Sonia als Geburtstagsgeschenk sucht. So lernen sich Rohit und Sonia kennen und Sonia verliebt sich augenblicklich in ihn.
Als Rohit einen Job als Sänger auf einem Kreuzfahrtschiff nach Singapur bekommt, trifft er zufällig auf Sonia, die die gleiche Reise unternimmt. Auf dem Schiff geraten die beiden in einen Streit. Sie betrinken sich und übernachten auf einem Rettungsboot, welches sich loslöst. So stranden beide auf einer einsamen Insel und werden sich ihrer Liebe endlich bewusst.
Doch ihr Vater stellt sich zwischen ihre Liebe, denn Rohit wird zufällig Zeuge eines Mordes,  bei dem Saxena Mittäter ist. Saxena treibt illegale Geschäfte von denen seine Tochter allerdings nichts weiß. Als er Rohit an dem Tatort entdeckt, lässt er ihn von zwei bestochenen Polizisten töten, die dann seine Leiche in den Fluss werfen. Sonia erfährt von Rohits Tod und verfällt in Depressionen. Ihr Vater schickt sie nach Neuseeland zu ihrer Cousine, um über den Tod von Rohit hinwegzukommen.
Dort angekommen trifft sie auf Raj, der haargenau wie Rohit aussieht. Er hat sich sofort in sie verliebt, doch sie blockt ab, da sie weiß, dass ihre wahre Liebe schon tot ist.
Sonia reist wieder nach Indien, gefolgt von Raj, der sie nicht einfach gehen lassen will. Raj bleibt eine Weile in Indien und wird eines Tages von Rohits Mördern angeschossen. Nun hinterfragen Raj und Sonia, ob Rohits Tod nicht doch ein Mord war und kein Unfall, wie ihr erzählt wurde. Nach längerem Recherchieren finden sie heraus, dass Rohit tatsächlich ermordet wurde und so hecken Raj und Sonia mit Hilfe ihrer Freunde einen Plan aus.
Ihr Plan wird unglücklicherweise von den Mörder durchkreuzt und sie kidnappen Sonia. Raj rettet Sonia und bringt sie in Sicherheit. Dort findet er heraus, wer die wahren Mörder sind und überraschenderweise ist auch Sonias Vater unter ihnen.
Letztendlich werden die Mörder, sowie auch Saxena verhaftet und Raj und Sonia, die sich mittlerweile in Raj verliebt hatte, heiraten.

## Auszeichnungen

### Filmfare Award
- Filmfare Award/Bester Schnitt an Sanjay Verma (2001)
- Filmfare Award/Bestes Drehbuch an Ravi Kapoor, Honey Irani (2001)
- Filmfare Award/Bestes Debüt an Hrithik Roshan (2001)
- Filmfare Award/Beste Choreografie für den Song Ek Pal Ka Jeena an Farah Khan (2001)
- Filmfare Award/Bester Playbacksänger für den Song Na Tum Jaano an Lucky Ali (2001)
- Filmfare Award/Beste Musik an Rajesh Roshan (2001)
- Filmfare Award/Bester Film an Rakesh Roshan (2001)
- Filmfare Award/Bester Hauptdarsteller an Hrithik Roshan (2001)
- Filmfare Award/Beste Regie an Rakesh Roshan (2001)

### IIFA Award
- IIFA Award/Beste Playbacksängerin  für den Song Kaho Naa Pyaar Hai an Alka Yagnik (2001)
- IIFA Award/Bester Playbacksänger für den Song Ek Pal Ka Jeena an Lucky Ali  (2001)
- IIFA Award/Beste Choreografie für den Song Ek Pal Ka Jeena an Farah Khan (2001)
- IIFA Award/Bester Film an Rakesh Roshan (2001)
- IIFA Award/Beste Musik an Rajesh Roshan (2001)
- IIFA Award/Bestes Lied an Sanjay Gupta (2001)
- IIFA Award/Bester Hauptdarsteller an Hrithik Roshan (2001)
- IIFA Award/Beste Regie an Rakesh Roshan (2001)
- IIFA Award/Bester Schnitt an Sanjay Verma (2001)
- IIFA Award/Bester Debütant an Hrithik Roshan (2001)

### Star Screen Award
- Star Screen Award/Bester Playbacksänger für den Song Ek Pal Ka Jeena an Lucky Ali (2001)
- Star Screen Award/Beste Musik an Rajesh Roshan (2001)
- Star Screen Award/Beste Choreografie für den Song Ek Pal Ka Jeena an Farah Khan (2001)
- Star Screen Award/Meistversprechender Newcomer an Hrithik Roshan (2001)
- Star Screen Award/Bester Ton an Sanjay Verma (2001)
- Star Screen Award/Bestes Drehbuch an Honey Irani, Ravi Kapoor (2001)
- Star Screen Award/Bester Schnitt an Sanjay Verma (2001)
- Star Screen Award/Beste Regie an Rakesh Roshan (2001)
- Star Screen Award/Bester Film an Rakesh Roshan (2001)
- Star Screen Award/Bester Hauptdarsteller an Hrithik Roshan (2001)

### Zee Cine Award
- Zee Cine Award/Beste Playbacksängerin für den Song Kaho Naa Pyaar Hai an Alka Yagnik (2001)
- Zee Cine Award/Bester Film an Rakesh Roshan (2001)
- Zee Cine Award/Bester Hauptdarsteller an Hrithik Roshan (2001)
- Zee Cine Award/Beste Musik an Rajesh Roshan (2001)
- Zee Cine Award/Beste Debütantin an Amisha Patel (2001)
- Zee Cine Award/Bester Playbacksänger für den Song Na Tum Jaano an Lucky Ali (2001)
- Zee Cine Award/Beste Regie an Rakesh Roshan (2001)
- Zee Cine Award/Beste Story an Rakesh Roshan (2001)
- Zee Cine Award/Bester Debütant an Hrithik Roshan (2001)
- Zee Cine Netizen Award Best Film an Rakesh Roshan (2001)

### Bollywood Movie Award
- Bollywood Movie Award/Beste Playbacksängerin für den Song Kaho Naa Pyaar Hai an Alka Yagnik (2001)
- Bollywood Movie Award/Bester Playbacksänger für den Song Na Tum Jaano an Lucky Ali (2001)
- Bollywood Movie Award/Beste Musik an Rajesh Roshan (2001)
- Bollywood Movie Award/Bester Film an Rakesh Roshan (2001)
- Bollywood Movie Award/Beste Regie an Rakesh Roshan (2001)
- Bollywood Movie Award/Bester Hauptdarsteller an Hrithik Roshan (2001)
- Bollywood Movie Award/Bester Debütant an Hrithik Roshan (2001)
- Bollywood Movie Award/Kritikerpreis – Beste Choreografie an Farah Khan (2001)

## Sonstiges
Der Film markiert den Beginn der Karriere von Hrithik Roshan, dem Sohn des Regisseurs.